# Мортен-Бокаж
Мортен-Бокаж (фр. Mortain-Bocage) — муніципалітет у Франції, у регіоні Нижня Нормандія, департамент Манш. Мортен-Бокаж утворено 1 січня 2016 року шляхом злиття муніципалітетів Бйон, Мортен, Нотр-Дам-дю-Туше, Сен-Жан-дю-Корай i Вільш'ян. Адміністративним центром муніципалітету є Мортен. Населення — 2943 особи (01.01.2021).